# Aquilegia viridiflora
Aquilegia viridiflora és una espècie de planta fanerògama que pertany a la família de les ranunculàcies.
És una planta esvelta que pot arribar a fer entre 15-50 cm d'alçada, amb fulles basals ternaticompostes, amb el revers de pubescent a subglabre, l'anvers glabre i pecíols de fins a 18 cm. Les flors tenen cinc pètals de color xocolata, acabats en un esperó d'entre 12-18 mm, recte o lleugerament corbat a l'extrem; els sèpals, petaloides, són de color verd. Els estams, exserts, arriben als 20 mm i tenen les anteres de color groc, acompanyats d'estaminodis. Els cinc pistils estan recoberts d'una densa pilositat glandular. El fruit és un fol·licle d'uns 15 mm, que conté les llavors, de fins a 2 mm i amb estries visibles. Les flors floreixen entre maig i juliol i fructifiquen entre juliol i agost.
A. viridiflora ha estat descrita a diferents regions de la Xina, al Japó, Mongòlia i Sibèria.
Viu en boscos, pendents rocallosos i herbacis, llocs humits, pedregosos i propers a corrents d'aigua, entre els 200 i els 2.400 m d'altitud.

## Taxonomia
Aquilegia viridiflora va ser descrita per Peter (Pyotr) Simon von Pallas i publicat a Acta academiae scientiarum imperialis petropolitanae 2: 260, pl. 11, f. 1. 1779.
Etimologia
Aquilegia : nom genèric que deriva del llatí aquila = "àguila", en referència a la forma dels pètals de la qual se'n diu que és com l'urpa d'una àguila.
viridiflora: epítet llatí que significa "de flor verda"